# Lengüeta de las Fuerzas Especiales del Ejército de Estados Unidos
La lengüeta de las Fuerzas Especiales del Ejército de Estados Unidos (del inglés: United States Special Forces Tab) es una lengüeta de cualificación otorgada a cualquier soldado que complete el Curso de Cualificación de Fuerzas Especiales en el Centro y Escuela John F. Kennedy de Guerra Especial del Ejército de Estados Unidos, en Fort Bragg (Carolina del Norte). Los soldados que reciben la lengüeta de las Fuerzas Especiales están autorizados a usarla, así como la boina verde, durante el resto de su carrera militar, aún cuando no estén prestando sus servicios en un comando de Fuerzas Especiales.
Debido a que estas lengüetas son más largas que otras lengüetas de cualificación se las llama "Lengüetas Largas" (Long Tab). Al personal que se lo ha ganado se les apoda "Long Tabbers".

## Historia y descripción
La lengüeta de las Fuerzas Especiales fue creada en 1983 y es un parche cuadrado que está bordado en la manga superior izquierda de un uniforme militar. 